# Kazelin
Kazelin († um 1092), wohl der Aribonensippe zugehörig, war Graf mit Besitzungen in Friaul und Kärnten sowie „Oberst-Hofmeister des Kaisers“ und „Pfalzgraf“.

## Namensvarianten
Kazellin, Chazelinus, Cazelin, Cacellino, Chacelo, Chazil, Chazilo, Chadalhoch, Kadeloch etc.

## Leben und Wirken
Kazelin war wohl der Sohn von Graf Chadalhoch von Leoben und im Isengau und seiner Frau Irmingard.
In der Urkunde zur Einweihung der Klosterkirche zu Michaelbeuern 1072 wird Chazile de Muosiza als Miles (Ritter, Lehensträger, Ministeriale) von Patriarch Sieghard von Aquileia genannt.

### Kloster Mosach/Moggio
1084/85 übergab Graf Kazelin dem Patriarchen Friedrich von Aquileia, seinem Schwager, sein Eigengut zu Mosach (Moggio Udinese) in Friaul mit der Bitte, auf demselben ein Benediktinerkloster zu errichten. Patriarch Friedrich musste aber schon 1085 sein Leben lassen, daher übernahm sein Nachfolger Ulrich von Eppenstein seine Aufgabe, indem er 1119 zu Mosach ein Benediktiner-Kloster samt Kirche erbaute und mit dem genannten Allode des Grafen begabte.
Dazu gehörten auch 23 Mansen bei Ober- und Untervellach, der Berg Sarco sowie Streubesitz in Friaul, nämlich zu Marano, am Berge Lanz, zu Fustriz, Adellario, Portis, Ingano und Belluno. Patriarch Ulrich fügte der Stiftung auch noch eigene Güter ansehnlichen Ausmaßes bei.
1119 wurde die Stiftskirche von Bischof Andreas von Cividale eingeweiht.

### Stift Eberndorf
Graf Kazelin ist auch der Urheber des Stiftes Eberndorf: In einer Urkunde, 1106, bestätigt Patriarch Ulrich, dass Graf Kazelin sein gesamtes Landgut mit Hörigen und Rechten an Aquileia übertragen hat, gewidmet für Kanoniker, die an seiner Grabstätte wirken sollten. Laut Urkunde ist Graf Kazelin aus seiner bisherigen Grabstätte Göthelich/Gösseling in der Erzdiözese Salzburg, ebenso ein Eigengut Kazelins, in sein Allod Dobrendorf (Eberndorf) übergeführt und in der Marienkirche bestattet worden. Weiters wurde dort eine größere Kirche gebaut und diese zum Unterhalt der Kanoniker mit den Höfen Gösseling und Eberndorf sowie weiteren Gütern und Rechten bewidmet. Unter den Laienzeugen der Urkunde finden sich Graf Werigand, Vogt von Gurk, und Wilhelm I. von Heunburg.
Anmerkung: Karlmann Tangl lokalisierte die ursprüngliche Grabstätte Göthelich in Göttling, Gemeinde Lang, und das Schenkungsgut, den Hof Gohtelich, in Köttelach „im Bleiburger Decanate unterhalb Schwabeck“ (bei Gutenstein; Kotlje pri Ravnah).